# ローランド・オーザバル
ローランド・オーザバル（Roland Orzabal、本名：ローランド・ジェイミー・オーザバル・デ・ラ・クインタナ - Roland Jaime Orzabal de la Quintana、1961年8月22日 - ）は、イギリスのミュージシャン。
ティアーズ・フォー・フィアーズの主要メンバーとして知られるほかソロ活動も行っている。また数は少ないながらも作曲家としての楽曲提供、音楽プロデューサーとしての活動もしている。

## 初期の経歴
バースにて、十代の初め頃、ローランドはカート・スミスと出会った。1970年代後期に、3人の他のメンバーと共にスカなどを演奏するグループ、グラデュエイトを結成。デビュー・アルバム『Acting My Age』のリリース後、グループは解散。ローランドとカートは、ティアーズ・フォー・フィアーズ（以下、TFF）を結成した。

## ソロ活動
約10年の世界的な成功を収めた後、1990年代に入るとローランドとカートは刺々しい関係となり分裂する道を選ぶこととなった。ローランドがTFFを引き継ぎ発表した2枚のアルバムは事実上のソロ作品といっていいだろう。これらの作品は、大きな商業的成功は収められなかったものの、芸術的な評価は高かった。2001年に初めて自分の名義でアルバム『トムキャット・スクリーミング・アウトサイド』を発表。その後はカートと再度、合流してTFFとしての活動に戻っている。
なお、1991年にはDJ Flukeのプロデュースによるジョニー・パニック・アンド・ザ・バイブル・オブ・ドリームズ名義の同名シングルを発表している。これはTFFの「シャウト」「シーズ・オブ・ラブ」等を掛け合わせたリミックス的側面の強い作品であり、初出がTFFのシングル「アドバイス・フォー・ザ・ヤング・アット・ハート」のB面だった点、後にTFFのアルバム『サタナイン』に収録された点からも、純粋な意味でのソロ活動とは意を異にする。

## プロデューサー・作曲家としての仕事
TFFのアルバム『シーズ・オブ・ラヴ』（1989年）での協同作業に続き、オリータ・アダムスの出世作であるアルバム『サークル・オブ・ワン』（1990年）を、TFFの作品でも共同製作していたデイブ・バスコム（Dave Bascombe）とともにプロデュースした。アルバムは英国で1位、米国でトップ20のチャート・アクションを残した。アルバム冒頭のトラック「リズム・オブ・ライフ」をニッキー・ホランドと共作しており、PVにも参加している。
1999年には、当時のTFFでの同僚、アラン・グリフィス（Alan Griffiths）とともに、アイスランドのシンガーソングライター、エミリアナ・トリーニのヒット・アルバム『Love In The Time Of Science』を共同プロデュースし、2曲を書き下ろしている。
TFFの楽曲「狂気の世界」のゲイリー・ジュールズによるカバー・バージョンが英国で2003年のクリスマス・ナンバー1シングルになったことで、ソング・ライターとしてのローランドの才能は近年、再評価されている（映画『ドニー・ダーコ』のサウンドトラックに収録）。これは、1982年にローランドによって作曲されたTFFの最初のヒットシングルだった。
他のミュージシャンの作品への楽曲書き下ろしや演奏参加は数少ないものの、TFFのツアー・メンバーであったニッキー・ホランド、ゲイル・アン・ドーシー、マイケル・ウェインライトのアルバムなどに名を連ねている。1986年には当時のTFFでの同僚であったイアン・スタンリー主導のプロジェクトMancrabのメンバーとしてシングル「Fish for Life」を発表している。この曲は映画『ベスト・キッド 2』のサントラのために作られたものだ。

## その他の活動
2014年、『Sex, Drugs and Opera』という小説を発表した。半ばリタイア気味の中年ポップ・スター（ソロモン・カプリ）を主人公としたロマンティック・コメディ。リアリティショー「Popstar to Operastar」への参加を持ちかけられた主人公にとって、それは自らの経歴と衰えつつある結婚生活を取り戻す方法となるのか？という物語になっている。参加しなかったものの、ローランド自身がITVの番組に出演をアプローチされた経験があり、物語はその影響を受けているという。

## 私生活
ローランドはイギリス人の母親と、パリから渡英したバスク系スペイン人の父親の間に産まれた。出身はポーツマス。元々は生後2週間で「ラウール」と命名されたが、彼らが英国に住むにあたり、名前を英国風にするために「ローランド」と変えたのだという。1982年、ローランドはキャロラインという妻を迎え、ラウールとパスカルという2人の子どもを授かっている。
1985年、TFF人気が最高潮に達した頃、ローランドは彼の父親との張りつめた関係のため、プレスの注目を集めた。英国のタブロイド紙「ザ・サン」はこの関係をユーモラスな漫画で風刺した。その漫画は後にTFFのシングル「アイ・ビリーヴ」のカバーにアートワークとして使用されている。
音楽と心理学のほかにも、ローランドは写真、政治、社会学、占星術に関心をもっている。

## ディスコグラフィ

### ソロ・アルバム
- 『トムキャット・スクリーミング・アウトサイド』 - Tomcats Screaming Outside (2001年)

### ソロ・シングル
- "Low Life" (2001年)
- "For The Love Of Cain" (2001年)

### グラデュエイト
- Acting My Age (1980年)

### ネオン
- "Making Waves" / "Me I See In You" (1980年)
- "Communication Without Sound" (1981年)

### ティアーズ・フォー・フィアーズ
- 『ザ・ハーティング』 - The Hurting (1983年) ※旧邦題『チェンジ』
- 『シャウト』 - Songs From The Big Chair (1985年)
- 『シーズ・オブ・ラヴ』 - The Seeds Of Love (1989年)
- 『ブレイク・イット・ダウン・アゲイン』 - Elemental (1993年)
- 『キングス・オブ・スペイン』 - Raoul And The Kings Of Spain (1995年)
- Everybody Loves A Happy Ending (2004年)